# Elin Bergblom
Elin Bergblom (* 18. Januar 1982) ist eine schwedische Badmintonspielerin.

## Karriere
Elin Bergblom konnte 2006 und 2008 Bronze im Damendoppel mit Johanna Persson bei den Europameisterschaften gewinnen. Bereits 2002 konnte sie sich ihren ersten schwedischen Meistertitel erkämpfen. International war sie unter anderem beim Volant d’Or de Toulouse, den Hungarian, Finnish, Dutch, Iceland und Spanish International erfolgreich.

## Sportliche Erfolge
| Saison    | Veranstaltung                     | Disziplin   | Platz | Name                                                      |
| --------- | --------------------------------- | ----------- | ----- | --------------------------------------------------------- |
| 1994/1995 | Schweden: Einzelmeisterschaft U15 | Damendoppel | 1     | Elin Bergblom / Sara Persson (Täby BMF)                   |
| 1994/1995 | Schweden: Einzelmeisterschaft U15 | Mixed       | 1     | Gustav Ihrlund / Elin Bergblom (Hofors / Täby BMF)        |
| 1995/1996 | Schweden: Einzelmeisterschaft U15 | Damendoppel | 1     | Elin Bergblom / Camilla Sandh (Täby BMF)                  |
| 1995/1996 | Schweden: Einzelmeisterschaft U15 | Dameneinzel | 1     | Elin Bergblom (Täby BMF)                                  |
| 1995/1996 | Schweden: Einzelmeisterschaft U15 | Mixed       | 1     | Gustav Ihrlund / Elin Bergblom (Hofors / Täby BMF)        |
| 1996/1997 | Schweden: Einzelmeisterschaft U15 | Mixed       | 1     | Gustav Ihrlund / Elin Bergblom (Hofors / Täby BMF)        |
| 1996/1997 | Schweden: Einzelmeisterschaft U15 | Damendoppel | 1     | Elin Bergblom / Camilla Sandh (Täby BMF)                  |
| 1996/1997 | Schweden: Einzelmeisterschaft U15 | Dameneinzel | 1     | Elin Bergblom (Täby BMF)                                  |
| 1997/1998 | Schweden: Einzelmeisterschaft U17 | Dameneinzel | 1     | Elin Bergblom (Täby BMF)                                  |
| 1997/1998 | Schweden: Einzelmeisterschaft U17 | Damendoppel | 1     | Elin Bergblom / Camilla Sandh (Täby BMF)                  |
| 1998/1999 | Schweden: Einzelmeisterschaft U17 | Dameneinzel | 1     | Elin Bergblom (Täby BMF)                                  |
| 1998/1999 | Schweden: Einzelmeisterschaft U17 | Damendoppel | 1     | Elin Bergblom / Camilla Sandh (Täby BMF)                  |
| 1999/2000 | Schweden: Einzelmeisterschaft U19 | Mixed       | 1     | Daniel Glaser / Elin Bergblom (Täby BMF)                  |
| 1999/2000 | Schweden: Einzelmeisterschaft U19 | Dameneinzel | 1     | Elin Bergblom (Täby BMF)                                  |
| 2000/2001 | Schweden: Einzelmeisterschaft U19 | Damendoppel | 1     | Elin Bergblom / Camilla Sandh (Täby BMF)                  |
| 2001      | Hungarian International           | Damendoppel | 1     | Elin Bergblom / Johanna Persson                           |
| 2001/2002 | Schweden: Einzelmeisterschaft     | Damendoppel | 1     | Johanna Persson / Elin Bergblom (Täby BMF)                |
| 2001/2002 | Schweden: Einzelmeisterschaft U22 | Mixed       | 1     | Daniel Glaser / Elin Bergblom (Täby BMF)                  |
| 2002      | Finnish International             | Damendoppel | 1     | Elin Bergblom / Johanna Persson                           |
| 2002      | Czech International               | Damendoppel | 1     | Johanna Persson / Elin Bergblom                           |
| 2002      | Spanish International             | Damendoppel | 1     | Johanna Persson / Elin Bergblom                           |
| 2002/2003 | Schweden: Einzelmeisterschaft U22 | Dameneinzel | 1     | Elin Bergblom (Täby BMF)                                  |
| 2002/2003 | Schweden: Einzelmeisterschaft     | Damendoppel | 1     | Johanna Persson / Elin Bergblom (Täby BMF)                |
| 2004/2005 | Schweden: Einzelmeisterschaft     | Damendoppel | 1     | Elin Bergblom / Johanna Persson (Uppsala KFUM / Täby BMF) |
| 2005      | Iceland International             | Damendoppel | 1     | Johanna Persson / Elin Bergblom                           |
| 2005      | Dutch International               | Damendoppel | 2     | Elin Bergblom / Johanna Persson                           |
| 2005/2006 | Schweden: Einzelmeisterschaft     | Damendoppel | 1     | Elin Bergblom / Johanna Persson (Uppsala KFUM / GBK)      |
| 2006      | Swedish International Stockholm   | Damendoppel | 1     | Johanna Persson / Elin Bergblom                           |
| 2006      | Norwegian International           | Mixed       | 1     | Imam Sodikin / Elin Bergblom                              |
| 2006      | Europameisterschaft               | Damendoppel | 3     | Elin Bergblom / Johanna Persson                           |
| 2006/2007 | Schweden: Einzelmeisterschaft     | Mixed       | 1     | Imam Sodikin / Elin Bergblom (Uppsala KFUM)               |
| 2007      | Volant d’Or de Toulouse           | Damendoppel | 1     | Elin Bergblom / Johanna Persson                           |
| 2007/2008 | Schweden: Einzelmeisterschaft     | Damendoppel | 1     | Elin Bergblom / Johanna Persson (Uppsala KFUM / GBK)      |
| 2008      | Europameisterschaft               | Damendoppel | 3     | Elin Bergblom / Johanna Persson                           |
| 2009      | Schweden: Einzelmeisterschaft     | Mixed       | 1     | Björn Fredriksson / Elin Bergblom                         |
| 2012      | Schweden: Einzelmeisterschaft     | Dameneinzel | 1     | Elin Bergblom                                             |
| 2012      | Schweden: Einzelmeisterschaft     | Mixed       | 1     | Andi Hartono / Elin Bergblom                              |